# Olga Novokshchenova
Olga Nikolayevna Novokshchenova (Moscou, 29 de novembro de 1974) é uma nadadora sincronizada russa, bicampeã olímpica.

## Carreira
Olga Novokshchenova representou seu país nos Jogos Olímpicos de 1996 e 2004, ganhando a medalha de ouro por equipes nas duas oportunidades. 